# Myrmecaelurus vaillanti
Myrmecaelurus vaillanti är en insektsart som beskrevs av Navás 1920. Myrmecaelurus vaillanti ingår i släktet Myrmecaelurus och familjen myrlejonsländor. Inga underarter finns listade i Catalogue of Life.